# Saleh Shirazi
Mirza Saleh Shirazi (persisch میرزا صالح شیرازی, * 1790 in Kazerun; † 1845), war ein persischer Botschafter und Verleger.

## Leben
Saleh Shirazi hatte in Teheran den britischen Botschafter Gore Ouseley, den Vater von Frederick Ouseley, kennengelernt. Er studierte Hebräisch, um das Neue Testament in Persien zu verlegen. 1814 begab sich Ouseley mit Mirza Saiyad Ali Khan nach Sankt Petersburg. Dort setzte Saiyad Ali 1815 das Neue Testament in persischer Sprache in hebräischen Lettern. Fath Ali Schah erhielt auf Betreiben von Ouseley ein Exemplar des Werkes. Er bedankte sich in einem Brief dafür bei Ouseley. 
1815 wurde Saleh Shirazi mit der Delegation von Abbas Mirza nach London gesandt, wo Saleh Shirazi bis 1823 als Gesandter blieb. Neben seiner Tätigkeit als Diplomat nutzte Mirza Salih Shirazi seinen Aufenthalt in London und studierte von 1815 bis 1819 an der University of Oxford. Nebenbei erlernte er den Beruf des Druckers, da er sich mit dem Gedanken trug, den modernen Buchdruck im Iran einzuführen. Bereits 1819 eröffnete er in Täbris eine Druckerei.
Mit Hilfe eines Kaplans der Britischen Ostindien-Kompanie, Rev. Henry Martyn, B.D. (* 18. Februar 1781; † 16. Oktober 1812) überarbeitete Mirza Saiyad Ali Khan seine persische Übersetzung des Neuen Testaments und brachte es jetzt mit persischen Schriftzeichen heraus. 1837 verlegte Saleh Shirazi während der Regentschaft von Mohammed Schah die Monatszeitschrift Akhbar.

## Veröffentlichungen
- Safar-Nameh (Journal de Voyage), éd. Esmāʿīl Rāʾīn, Téhéran 1968.
- Mirza Salih composed a set of dialogues in Persian which were published in William Price' A Grammar of the Three Principal Oriental Languages.
- Majmu 'eh-ye safarnameh-ye Mirza Saleh Shirazi (Tehran: Nashr-e Iran, 1364/1985)[3]